# Ardisia dolichocalyx
Espèce
Ardisia dolichocalyx Taton est une espèce de plantes à fleurs de la famille des Primulaceae et du genre Ardisia

## Description
Ardisia dolichocalyx est un arbuste monopodial de 1 à 2,5 m de hauteur, aux feuilles elliptiques à obovales, aux marges sub-entières et pétiole pubescent. Les fleurs sont fasciculées de couleur rouge avec des stries, les fruits globuleux, rouge avec des glandes violacées.

## Écologie
Forêt

## Distribution
L'espèce est présente au Cameroun et dans le domaine bas-guinéen.

## Classification
Cette espèce a été décrite en 1979 par le botaniste Auguste Taton (1914-1989). En classification classique de Cronquist (1981) et en classification phylogénétique APG II (2003) le genre Ardisia est assigné à la famille des Myrsinaceae, puis en classification phylogénétique APG III (2009) il est assigné à celle des Primulaceae.